# Alcanfor
El alcanfor es una sustancia semisólida cristalina y cerosa con un fuerte y penetrante olor acre. Es un terpenoide con la fórmula química C10H16O. Se encuentra en la madera del alcanforero (Cinnamomum camphora), un enorme árbol perenne originario de Asia (particularmente de Borneo, de donde toma su nombre alterno: «árbol de Borneo»), y en algunos otros árboles de la familia de las lauráceas. Puede sintetizarse también a partir del aceite de trementina. Se usa como bálsamo y con otros propósitos medicinales.

## Historia
La palabra alcanfor probablemente derive de la latinización del vocablo árabe al-Kafur, que toma a su vez del malayo Kapur Barus, que significa ‘tiza de Barus’. De hecho, comerciantes malayos a quienes los hindúes les compraban el alcanfor lo llamaban Kapur, ‘tiza’ (por su color blanco). Barus era el puerto situado en la costa oeste de la isla de Sumatra, de donde los comerciantes lo traían. En la lengua sánscrita, se usa la palabra Karpūram para llamar el alcanfor.
El estudio químico del alcanfor fue iniciado por Nicolas-Théodore de Saussure, continuado posteriormente por Justus von Liebig, Jean-Baptiste Dumas y Théophile-Jules Pelouze; y Pelouze obtuvo el alcanfor artificial en 1840 oxidando el alcanfor de Borneo. Marcellin Berthelot consiguió su síntesis por la oxidación del canfeno en 1859, determinando su composición química.
El alcanfor fue sintetizado totalmente por vez primera por Gustav Komppa en 1903. Previamente, algunos compuestos orgánicos (como la urea) habían sido sintetizados en laboratorio como prueba conceptual; pero el alcanfor era un producto natural escaso y con una demanda en todo el mundo. Komppa comenzó su producción industrial en Tainionkoski (Finlandia) en 1907, siendo la primera síntesis totalmente industrial.
El noralcanfor es un alcanfor derivado del reemplazo de los tres grupos metilo por hidrógeno.

## Partes

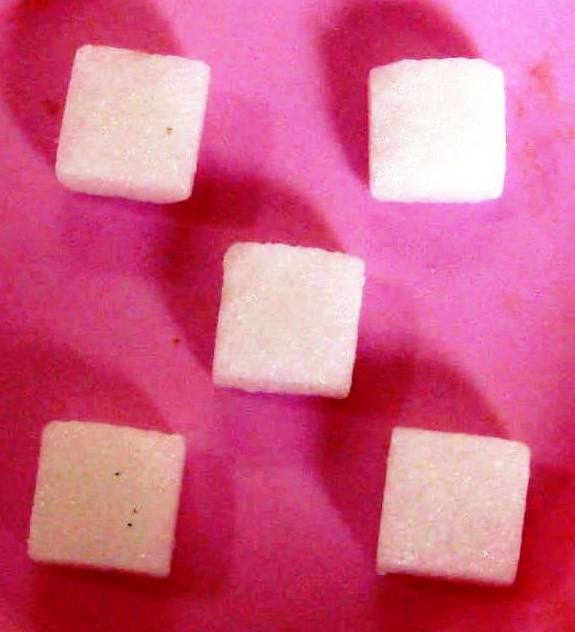
Cubos de alcanfor

Posee acción rubefaciente, antipruriginosa, antiséptica y ligeramente analgésica. Se emplea en forma de linimentos, soluciones alcohólicas y pomadas como revulsivo en dolores articulares, musculares, neuralgias y otras afecciones similares.
Administrado por vía sistémica presenta propiedades irritantes y carminativas, utilizándose como un expectorante suave.
También forma parte de fórmulas para la descongestión nasal, aunque su eficacia es dudosa.
El uso del aceite alcanforado está desaconsejado, por ser potencialmente tóxico (aumenta su absorción).
Antiguamente se había utilizado también como estimulante y como sedante, por vía interna. Según el Comité para la Revisión de Medicamentos, el alcanfor no debe incluirse en la composición de preparados destinados al tratamiento de trastornos hepáticos y biliares, cálculos biliares, cólicos, alteraciones renales, infecciones del tracto urinario o cálculos uretrales.
Su empleo por vía parenteral o en irrigación no es aconsejable, debido a los efectos adversos.

## Usos
Los usos modernos lo incluyen como plastificante del nitrato de celulosa, como repelente de la polilla, como una sustancia antimicrobiana, como bálsamo, y en la pirotecnia. Los cristales de alcanfor son usados para prevenir el daño provocado por insectos a las colecciones de otros insectos. Una forma de gel anticomezón común en el mercado utiliza alcanfor como principio activo. Es también usado en medicina.
El alcanfor es rápidamente absorbido por la piel, produciendo una sensación de enfriamiento similar a la del mentol, y actúa como un anestésico local leve y como antimicrobiano. Puede ser administrado en pequeñas cantidades (50 mg) para síntomas de fatiga y síntomas cardíacos menores.
Es usado como saborizante de dulces en la India y en Europa.
En el ritual pūja de origen hindú, se utiliza para encender el fuego que finaliza la ceremonia.
Se utiliza en forma de pastillas o geles como repelente de animales, generalmente domésticos como perros y gatos, que acostumbran marcar su territorio. Situándolo en las zonas de marcaje del territorio, se favorece su alejamiento de ellas.
Su uso debe ser restringido en el embarazo y la lactancia, puesto que la sustancia es rápidamente absorbida por el cuerpo de la madre y transmitida al feto (o embrión) o al lactante. Es factible su toxicidad en los niños pequeños. Es también aplicado como ungüento como remedio ante malestares de la piel u otro factor de alivio en otros casos. Esta sustancia puede estar añadida en algunos productos comerciales para aliviar los malestares de la gripe.